# ローマ・バレークラブ
ローマ・バレークラブ（Roma Volley Club）は、イタリアのラツィオ州ローマを本拠地とするスポーツクラブチームであり、2024/25シーズンはイタリアセリエAのA1に所属している。

## 歴史
GSディヴィーノアモーレ、APDパロッコ、APDサンパオロオスティエンセの3つのグループの共同コラボレーションとして2013年に設立。2013/14シーズンはセリエB2からスタートし、翌シーズンはセリエB1へ参戦したが、最下位だったため再びセリエB2へ降格。2016/17シーズンはセリエB1へ再度参戦し、2017.18シーズンのセリエB2を5位で終えた。その後、財政難に陥っていたが、サン・ラッザロからの支援を得てセリエA2へ参戦する権利を得た。2018/19シーズンのセリエA2は17位で終えた。2019年、男子バレーボールクラブのAPDローマと共同パートナーシップを結び、チーム名をローマ・バレークラブに変更した。2020/21シーズンのセリエA2では優勝を果たし、念願のセリエA1への昇格の権利を得た。2021/22シーズンはセリエA1リーグのレギュラーラウンド7勝19敗の13位だったため、セリエA2へ降格した。2022/23シーズンはイタリアセリエA2リーグを優勝し、再びセリエA1への参戦の権利を得た。2023/24シーズンのセリエA1リーグはレギュラーラウンドを12勝14敗の8位で通過し、クォーターファイナルではイモコ・バレー・コネリアーノに敗れたが、8位の成績でシーズンを終えた。

## 登録選手
2024/25年シーズンの登録選手は次の通り。
| 背番号 | 名前                     | ポジション           | 身長 | 備考       |
| ------ | ------------------------ | -------------------- | ---- | ---------- |
| 1      | Claudia Provaroni        | アウトサイドヒッター | 1.81 |            |
| 2      | ウィルマ・サラス         | アウトサイドヒッター | 1.91 |            |
| 5      | Michela Ciarrocchi       | ミドルブロッカー     | 1.85 |            |
| 7      | アメリ・ローター         | アウトサイドヒッター | 1.88 |            |
| 8      | Michela Rucli            | ミドルブロッカー     | 1.85 | キャプテン |
| 9      | Anna Adelusi             | アウトサイドヒッター | 1.86 |            |
| 10     | Luna Cicola              | リベロ               | 1.68 |            |
| 11     | マリー・シェルツェル     | ミドルブロッカー     | 1.90 |            |
| 13     | Giulia Melli             | アウトサイドヒッター | 1.85 |            |
| 14     | Giorgia Zannoni          | リベロ               | 1.75 |            |
| 17     | スラジャナ・ミルコビッチ | セッター             | 1.85 |            |
| 18     | ガブリエラ・オルボソバ   | オポジット           | 1.91 |            |
| 19     | Margherita Muzi          | セッター             | 1.81 |            |
| 23     | Veronica Costantini      | ミドルブロッカー     | 1.91 |            |

## 主な歴代所属選手
| - マルタ・ベキス - イラリア・スピリト - アナ・コレーア - セレステ・プラク - ドブリアナ・ラバジエバ - レーナ・シュティグロート | - マディソン・バグ - アンバー・アイジディ - ヴェロニカ・トゥルンコバ - ジェシカ・リベロ - ハンナ・クリメッツ - エルブリラ・ビチ |